# San Fior

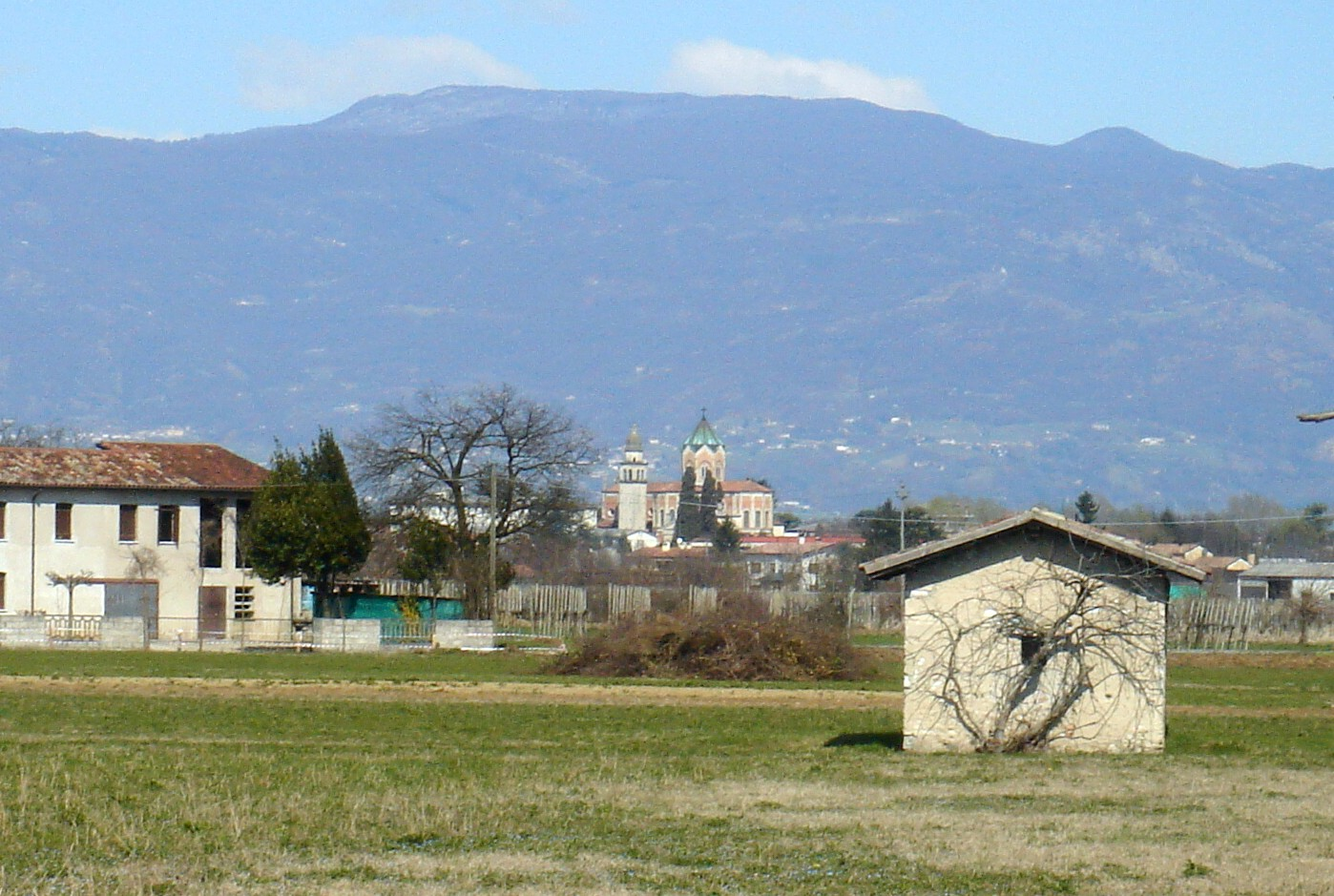
San Fior (di Sopra)

San Fior ist eine norditalienische Gemeinde (comune) mit 6869 Einwohnern (Stand 31. Dezember 2024) in der Provinz Treviso in Venetien. Die Gemeinde liegt etwa 29 Kilometer nordnordöstlich von Treviso.

## Gemeindepartnerschaft
San Fior unterhält eine Partnerschaft mit der französischen Gemeinde Colayrac-Saint-Cirq im Département Lot-et-Garonne.

## Verkehr
Wenige Kilometer westlich von San Fior verläuft in Nord-Süd-Richtung die Autostrada A27. Durch die Gemeinde selbst zieht sich die Strada Statale 13 Pontebbana.

## Söhne und Töchter
- Italo De Zan (1925–2020), Radrennfahrer
- Valério Breda (1945–2020), römisch-katholischer Ordensgeistlicher, Bischof von Penedo in Brasilien